# Asparagus mucronatus
Asparagus mucronatus är en sparrisväxtart som beskrevs av John Peter Jessop. Asparagus mucronatus ingår i släktet sparrisar, och familjen sparrisväxter. Inga underarter finns listade i Catalogue of Life.